# 杵屋巳太郎
杵屋 巳太郎（きねや みたろう）は、長唄三味線方の名跡。7代目は人間国宝。当代は8代目（2012年12月時点）。

## 初代
後の2代目杵屋彌十郎。めりやす､五大力を作曲､曲節現存する

## 2代目
後の3代目杵屋彌十郎。

## 3代目
（生年不詳 - 明治元年（1868年）2月25日）本名は宮沢竹十郎。
2代目杵屋巳太郎（後の3代目彌十郎）門下。初名巳之吉。1822年11月に森田座「今様小松曳」で初舞台。1823年に河原崎座、2代目巳太郎が3代目杵屋彌十郎を継いだので、3代目杵屋巳太郎を襲名。顔見世番付は、杵屋巳の太郎改め杵屋巳太郎となっている為こちらを取っている人が多いが、この頃の番付・正本類に巳の太郎の名を一切見る事が無いので杵巳派の伝承に従う。河原崎座・市村座に出演。奴髷を結っていたので「奴の巳太郎」と云われ名人の誉れが高かった。巳太郎名義は代々杵屋弥十郎の控名であったが、この人の代から家元名跡となった。赤坂に在住し、手先が器用で裁縫が好きで又女の髪を結うのも好きでどちらも大変上手であったと伝えられている。篠田鉱造「幕末明治女百話下」（岩波文庫）の「女みたいな長唄の巳太郎」の章に詳しい。

## 4代目
（生年不詳 - 大正元年（1912年））本名は宮沢竹次郎。
3代目杵屋巳太郎の実子。初名杵屋竹次郎。1806年閏3月に森田座で初出演。1865年に森田座「六つの花」の上調子が評判になった。以後「上調子の巳太郎」と云われたように上調子を得意とした。1873年に4代目杵屋巳太郎を襲名、大薩摩淨貢（おおざつま じょうぐ）を名乗る。（浄真と書いた本があるが間違）。1875年6月に新富座「花菖蒲団扇絵合」でタテ三味線となる。赤坂在住で「赤坂に過ぎたものは八木の倉に巳太郎の三味線」と言われた。
実子が無かったので4代目岡安喜三郎の三男・竹次郎を養子とし、後に名跡を譲り巳翁と改名した。長唄に関して博識で生き字引といわれた。
作曲に「友寿々女」「友鶴」がある。

## 5代目
（明治12年（1879年） - 大正14年（1925年）12月14日）本名は宮沢力之助。
東京の生まれ、4代目岡安喜三郎の三男で、後に4代目巳太郎の養子となる。初名杵屋力之助。1893年に歌舞伎座に初出勤。1895年に2代目杵屋竹次郎を襲名。1904年に5代目杵屋巳太郎を襲名し杵巳派家元となり歌舞伎座タテ三味線に昇進。後6代目尾上菊五郎の知遇を受け市村座に移る。以後二十数年にわたり市村座音楽部部長として活躍、名作の新作物を多く発表。「芸風は華麗才気に溢れるもので年共にいよいよ光彩を放ち当時の人を魅了した」と評がある。又長唄協会創立に尽力した。
作曲⇒茶壺。身替座禅。出雲のお国。棒しばり。太刀盗人。陽炎。将門山（下）。

## 6代目
（大正2年（1913年） - 昭和29年（1954年）7月25日）本名は宮沢賢二、幼名は竹太郎。
後藤家の次男、望まれて5代目の養子となる。初名杵屋竹太郎。1925年12月に5代目巳太郎他界の時6代目尾上菊五郎の推薦により即日6代目巳太郎を襲名（杵巳会記録）。翌年1月より市村座出勤。1926年に母の死去に際し姉杵屋蔦子と共に杵巳一門の隆盛発展をはかり努力研鑽する。1932年に市村座を辞す。4代目杵屋勝太郎に師事。若手演奏家と共に双蔦会、巴会（後青萌会と改）。等の会を起こす。1926年2月第1回絃巳会、1927年10月第1回杵巳会。戦後長唄協会理事として長唄の復興に尽力。1953年に一時杵屋吉左衛門と改名（歿後〈巳〉に戻す）。
作曲⇒蔦錦。おもちゃ箱。惜春譜。影ふみ。櫻時雨。市井童女図会。童曲（竹内俊子詞　桑摘み。はたおり虫。四つの兄ちやん。　正岡容詞　お猫道中。兎団子。お祭り。ちょんきな）。

## 7代目
（昭和12年（1937年）11月16日 - 2022年1月19日）本名は宮澤雅之。大薩摩の名跡は、4代目大薩摩淨貢。
東京新宿の生まれ、6代目巳太郎の嫡男。港区立麻布小学校から成蹊小学校へ3年生から編入し、同小学校卒業。成蹊中学・高等学校卒業。中高在学中は、美術部に所属。
1946年に14代目杵屋六左衛門に師事。1954年より3代目今藤長十郎及び今藤綾子に師事。1956年に父の3回忌に7代目巳太郎を襲名。1960年に成蹊大学政治経済学部卒業。
1971年に菊五郎劇団音楽部に加入。1973年に同劇団のタテ三味線に昇進。2007年に重要無形文化財保持者（人間国宝）に認定（各個認定）。2009年に日本芸術院賞・旭日小綬章を受賞。国立劇場講師、杵巳会主宰、菊五郎劇団音楽部代表部長など歴任。
2012年12月に巳太郎の名跡を弟子の巳吉に譲り、杵屋淨貢を名乗る。
レコードに「創作舞踊曲おとぎ話シリーズ」がある。
2022年1月19日、脳梗塞のため都内で死去。84歳没。死没日をもって従五位に叙された。
（七代目杵屋巳太郎 → 杵屋淨貢）
外部リンク
- 成蹊学園広報68号 -2008 Winter- ｜ 成蹊学園ウェブマガジン - SEIKEI WEB MAGAZINE - 7代目巳太郎のインタビュー記事

## 8代目
（昭和41年（1966年）2月10日 - ） 本名は塚村康和（つかむら やすかず）。
東京都台東区生まれ。1982年、7代目巳太郎に入門。
1984年に2代目巳吉を襲名し、尾上菊五郎劇団音楽部に三味線方として入部。2002年、音楽部タテ三味線に昇進。2008年・2017年国立劇場特別賞受賞。2009年伝統文化ポーラ賞奨励賞受賞。伝統歌舞伎保存会理事「独立行政法人」日本芸術文化振興会養成課主任講師。
2012年12月に巳太郎の名跡を譲られ、同年12月新橋演舞場松竹大歌舞伎公演［御摂勧進帳］［奴道成寺］にて8代目杵屋巳太郎を襲名披露。2015年尾上菊五郎劇団音楽部部長に就任。
歌舞伎公演作曲→阿国歌舞伎夢華，信濃路紅葉鬼揃，歌舞伎十八番の内・景清，蛇柳。他多数。
舞踊公演作曲→菅原草紙，阿修羅，白滝姫縁起，百桃かたり他多数。
2023年5月歌舞伎座『團菊祭五月大歌舞伎公演』に於いて五代目大薩摩藤原浄貢を襲名した。
（二代目杵屋巳吉 → 八代目杵屋巳太郎）
外部リンク
- 杵屋巳太郎 (@kine8th) - X（旧Twitter）
- 杵屋巳太郎 (@kinemita) - Instagram
- 杵屋巳太郎 - 伝統歌舞伎保存会